# Krimi total
Krimi total (Eigenschreibweise KRIMI total) ist eine deutsche Krimispiel- und Krimi-Event-Reihe. Sie wurde 2004 von Jörg Meißner in Dresden gegründet.
In dieser Reihe sind 18 Krimispiele, ein Krimispielbuch, 13 Krimi-Theater-Stücke und drei Krimievents erschienen.

## Krimispiele
Bei den Spielen von Krimi total schlüpfen die Mitspieler selbst in die Rolle von Verdächtigen in einem Kriminalfall. Dazu treffen sich die Mitspieler in der Regel der Rolle entsprechend kostümiert bei einem der Mitspieler zu Hause. Das Spiel wird als lockere Diskussion gespielt und kann mit einem Dinner oder Buffet verbunden werden. In mehreren Runden werden Informationen preisgegeben, um am Ende des Spiels den Täter zu überführen. Dabei darf der Täter lügen, um seine Tat zu vertuschen.
Das Besondere bei Krimi total: Die Mitspieler entscheiden am Ende mehrheitlich, welcher Mitspieler als vermeintlicher Täter verhaftet wird und damit das Spiel verloren hat. Damit hat jeder Mitspieler nicht nur das Ziel, den richtigen Täter zu ermitteln, sondern auch selbst möglichst nicht verdächtigt zu werden.
Folgende Fälle sind veröffentlicht worden:
| Titel                             | Autor             | Redaktion            | Illustration     | Veröffentlichung            | Spieleranzahl     | Alter        | GTIN             |
| --------------------------------- | ----------------- | -------------------- | ---------------- | --------------------------- | ----------------- | ------------ | ---------------- |
| Der Duft des Mordes               | Jörg Meißner      |                      |                  | November 2004               | 8 bis 9 Spieler   | ab 16 Jahren | 42 6018407 019 0 |
| Im Schatten der Premiere          | Jörg Meißner      | Antje Hansen         |                  | April 2005                  | 8 bis 9 Spieler   | ab 16 Jahren | 42 6018407 020 6 |
| Die zweifelhafte Welt der Märchen | Jörg Meißner      | Antje Hansen         | Claudia Böttcher | Oktober 2005                | 8 bis 9 Spieler   | ab 16 Jahren | 42 6018407 015 2 |
| Jenseits der Schönheit            | Jörg Meißner      | Antje Hansen         |                  | April 2006                  | 8 bis 9 Spieler   | ab 16 Jahren | 42 6018407 021 3 |
| Der Mythos der Familie            | Jörg Meißner      | Antje Meißner        |                  | Oktober 2006                | 8 bis 9 Spieler   | ab 16 Jahren | 42 6018407 016 9 |
| Der verfluchte Schatz der Piraten | Jörg Meißner      | Antje Meißner        |                  | Oktober 2007                | 8 bis 9 Spieler   | ab 16 Jahren | 42 6018407 006 0 |
| Die Party der Intrigen            | Jörg Meißner      | Antje Meißner        |                  | Mai 2009                    | 8 bis 9 Spieler   | ab 16 Jahren | 42 6018407 017 6 |
| Die Legende der Sturmklinge       | Björn Lippold     | Jörg & Antje Meißner |                  | Oktober 2010                | 8 bis 9 Spieler   | ab 16 Jahren | 42 6018407 008 4 |
| Das Gift der Rivalen              | Heike Roggenkamp  | Jörg & Antje Meißner |                  | Februar 2011                | 9 bis 10 Spieler  | ab 12 Jahren | 42 6018407 023 7 |
| Drei Rosen für Charlie            | Jörg Meißner      |                      |                  | Oktober 2005 / Oktober 2011 | 5 bis 6 Spieler   | ab 16 Jahren | 42 6018407 018 3 |
| Das Geheimnis der Burg Wolfsklamm | Andreas Bierlein  | Jörg & Antje Meißner |                  | Oktober 2012                | 8 bis 9 Spieler   | ab 16 Jahren | 42 6018407 022 0 |
| Die Pracht der Vampire            | Björn Lippold     | Jörg & Antje Meißner | Conrad Kloss     | Juli 2013                   | 8 bis 9 Spieler   | ab 16 Jahren | 42 6018407 014 5 |
| Der Hanf des Verderbens           | Barbara Friedrich | Jörg & Antje Meißner | Katja Hornig     | Oktober 2014                | 8 bis 9 Spieler   | ab 16 Jahren | 42 6018407 024 4 |
| Zum Geier mit dem Mord            | Andreas Bierlein  | Jörg & Antje Meißner | Conrad Kloss     | August 2015                 | 6 bis 7 Spieler   | ab 16 Jahren | 42 6018407 025 1 |
| Die Yacht der Macht               | Björn Lippold     | Jörg & Antje Meißner | Conrad Kloss     | Oktober 2015                | 8 bis 9 Spieler   | ab 16 Jahren | 42 6018407 026 8 |
| Nachts im Salon Rouge             | Marco Thomisch    | Jörg & Antje Meißner | Conrad Kloss     | Oktober 2016                | 8 bis 9 Spieler   | ab 16 Jahren | 42 6018407 027 5 |
| Das Feuer der Diamanten           | Daniela Tirre     | Jörg & Antje Meißner | Carlo Schmidt    | Oktober 2017                | 10 bis 11 Spieler | ab 16 Jahren | 42 6018407 030 5 |

Alle Krimi-total-Spiele können durch unverdächtige Zusatzrollen ergänzt werden.
Das Spiel „Die Yacht der Macht“ ist das erste Spiel, welchem ein Heft mit Rezepten eines Sternekochs beiliegt. (Rezepte von Sternekoch Benjamin Biedlingmaier) Zum Spiel Nachts im Salon Rouge gehört ein Heft mit Cocktailrezepten, welches zusammengestellt wurde von Ulf D. Neuhaus, Barmeister und Juror.
Von den Spielen der Krimi-total-Reihe sind über 100.000 Exemplare verkauft worden.

## Krimispiele für Kinder
Für das erste Krimispiel für Kinder „Die Suche nach dem goldenen Schuh“ entwickelte Krimi total ein völlig neues und kindgerechtes Krimispiel-Konzept. Das Spiel beinhaltet einen kompletten Partyplaner für die Eltern, in dem alle relevanten sowie zahlreiche zusätzliche Aktionen Schritt für Schritt erklärt sind. Das Besondere:Verschiedene, zur Geschichte passende Aktionen, wechseln sich ab und können sogar draußen gespielt werden. Damit kann man einen ganzen Nachmittag, z. B. einen Kindergeburtstag gestalten.
| Titel                             | Autor                    | Redaktion            | Illustration  | Veröffentlichung | Spieleranzahl             | Alter       | GTIN             |
| --------------------------------- | ------------------------ | -------------------- | ------------- | ---------------- | ------------------------- | ----------- | ---------------- |
| Die Suche nach dem goldenen Schuh | Britta Grafschaft-Boppel | Jörg & Antje Meißner | Carlo Schmidt | Oktober 2017     | 6 Spieler + 1 Spielleiter | ab 8 Jahren | 42 6018407 029 9 |

## Krimispielbuch
Im Krimispielbuch von Krimi total leitet der Leser selbst die Ermittlungen. Dabei wird das Buch nicht wie ein klassischer Roman gelesen, sondern man kann jederzeit im Buch blättern, um zu recherchieren. Das Buch kann als Soloabenteuer allein oder mit einer Gruppe gelöst werden.
| Titel               | Autor         | Konzept      | Redaktion            | Veröffentlichung | Spieleranzahl    | Alter        | ISBN                   |
| ------------------- | ------------- | ------------ | -------------------- | ---------------- | ---------------- | ------------ | ---------------------- |
| Kugeln statt Blumen | Simon Flöther | Jörg Meißner | Jörg & Antje Meißner | Oktober 2011     | ab einem Spieler | ab 16 Jahren | ISBN 978-3-943428-00-1 |

## Krimi total Dinner
Krimi total Dinner ist eine Kombination von Krimi-Theater mit Improvisationselementen. Die Gäste sind weitestgehend Zuschauer, werden aber durch die Schauspieler mit in die Geschichte einbezogen. Einzelne Gäste können kleine Gästerollen übernehmen. Ziel für die Gäste ist es, den richtigen Täter zu tippen.
Die Theaterstücke von Krimi total werden in Deutschland, Österreich und der Schweiz in Hotels und Restaurants aufgeführt und haben meist fünf Akte. In den Pausen zwischen den Akten wird in der Regel ein Vier-Gänge-Dinner serviert. Aufführungen gibt es als öffentliche Veranstaltungen mit Kartenvorverkauf sowie als Kundenveranstaltungen.
| Titel                                  | Premiere   | Premieren-Ort                             |
| -------------------------------------- | ---------- | ----------------------------------------- |
| Ein Gangster kommt selten allein       | 10.11.2007 | Four Points by Sheraton Königshof Dresden |
| Erst die Leiche, dann der Mord         | 14.11.2008 | Four Points by Sheraton Königshof Dresden |
| Geheimbund Schwarzer Freitag           | 03.09.2009 | Hotel Naturresort Schildelbruch           |
| Wer öfter stirbt, ist längst nicht tot | 13.11.2009 | Four Points by Sheraton Königshof Dresden |
| Liebe ist mehr als ein Mord            | 09.10.2010 | Zum Reußischen Hof, Thallwitz             |
| Operation Gartenzwerg                  | 12.11.2010 | Four Points by Sheraton Königshof Dresden |
| Mein Haus, mein Boot, mein Mord        | 21.10.2011 | Hotel Stadt Dresden, Kamenz               |
| Suche Braut, biete Gangster            | 11.11.2011 | Dormero Hotel Königshof Dresden           |
| Zum Morden ist es nie zu spät          | 19.10.2012 | Holiday Inn Zwickau                       |
| Jungfernflug zum Mord                  | 08.11.2013 | Dormero Hotel Königshof Dresden           |
| Mord Royal                             | 14.11.2014 | Holiday Inn Zwickau                       |
| Mord Royal (erweiterte Fassung)        | 13.11.2015 | Dormero Hotel Königshof Dresden           |
| Neue Gangster, neues Glück             | 11.11.2016 | Hotel Alexandra, Plauen                   |
| Eine Leiche für die Braut              | 10.11.2017 | Dormero Hotel Dresden City                |

Besonderes
- Bei verschiedenen Stücken haben Gäste die Gelegenheit, passend zur Geschichte kostümiert zur Veranstaltung zu kommen. Bei „Suche Braut, biete Gangster“ können Bräute im Brautkleid an der Veranstaltung teilnehmen.
- Im Dezember 2009 fanden mehrere Veranstaltungen mit dem Koch und Pionier der Molekularküche Lars Ginsberg statt.[10]

## Krimi total Events
Basis der Krimi-total-Events sind spezielle Krimigeschichten – eine Mischung zwischen den Krimi-total-Spielen, Krimi-Theater und Improvisation. Im Rahmen dieser als Mottoparty angelegten Events schlüpfen ausgewählte Gäste selbst in die Rollen von Verdächtigen. Ziel ist es, durch aktives Recherchieren (unter anderem am Tatort), cleveres Fragen und Kombinieren den Täter zu ermitteln. Die Ermittlungen der Gäste werden dabei durch Schauspieler unterstützt, die durch den Abend und den Kriminalfall führen.
| Titel                   | Premiere      | Autor        |
| ----------------------- | ------------- | ------------ |
| Das Treffen der Bosse   | November 2012 | Jörg Meißner |
| Der Galaabend der Stars | November 2014 | Jörg Meißner |
| Die Mission der Agenten | November 2016 | Jörg Meißner |

## Individuelle Krimi-Veranstaltungen
- Unter dem Titel „Krimizug: Mord im Saxonia-Express“ inszenierte Krimi total im Oktober 2013 einen Kriminalfall in einem fahrenden Zug der DB Regio zwischen Dresden und Leipzig mit rund 160 Fahrgästen.[11]
- Auftaktveranstaltung für die zentrale Personalwerbung der Polizei NRW: am 1. Juni 2015 inszenierte Krimi total für rund 200 Schüler einen Kriminalfall in der Lichtburg in Essen.[12]
- Schnitzeljagd für die Hochzeitsmesse „JAwort“ im Januar 2016.[13]

## Auszeichnungen
- Jurypreis RPC Fantasy Award 2010 für das Spiel „Krimi total – Die Party der Intrigen“[14]
- Jurypreis RPC Fantasy Award 2014 für das Spiel „Krimi total – Die Pracht der Vampire“[15]
- Jurypreis RPC Fantasy Award 2016 für das Spiel „Krimi total – Zum Geier mit dem Mord“